# Симеон II Антиохијски
Патријарх Симеон II, звани Ибн Абу Шаиб (грч. Συμεων Β΄ Αντιοχειας) - антиохијски православни патријарх (око 1206 - око 1240-1205).

## Биографија
Симеон II Ибн Абу Шаиб припадао је арапском говорном становништву мелкита у северној Сирији. Почетком 13. века био је клирик у Антиохији. Време службе Симеона Ибн Абу Шаиба поклопило се са Ратом за антиохијско наслеђе (1198-1219) између Боемонда IV  и краља Левона II, који се борио за права свог нећака, Рејмонда-Рупена, принца од Антиохије. Главна снага која је ујединила становнике Антиохије и супротставила се амбицијама краља Киликијске Јерменије била је Антиохијска заједница, која је ујединила и Латине и православне становнике града. Пошто је кнезу Боемонду IV била преко потребна подршка православног становништва Антиохије и градске заједнице, а да је, истовремено, био у акутном сукобу са латинском црквом, дозволио је свештенству и становништву да изаберу православног патријарха. То је био антиохијски клирик Симеон Абу Шаиб, чији је избор, посвећење и устоличење извршено у Антиохији 1206. године.
Пошто су од времена друге византијске владавине у северној Сирији (дакле од краја 10. века) антиохијске православне патријархе постављали заправо цареви, а од 996. бирани из реда свештенства Аја Софије Цариградске и рукоположеног од васељенских патријараха у Цариграду, Симеон се показао као први сиријски православац (мелкит), по вољи локалног становништва и свештенства, без интервенција Византије.
Због свог ретког и прагматичног покровитељства православне црквене хијерархије, принц Боемонд и становништво били су екскомуницирани од стране латинског патријарха Петра Ангулема; међутим, сам кнез, његови саборци и витезови почели су да присуствују службама православног патријарха и да примају свете тајне од Симеона и његовог свештенства. Остало је нејасно да ли је патријарх Симеон служио у Саборном храму Светог Петра или је, што се чини вероватнијим, остао са својим свештенством у велелепној цркви Пресвете Богородице коју је саградио Јустинијан I Велики.
Око 1210. године, кнез Боемонд се измирио са Латинском црквом, што је приморало патријарха Симеона да напусти Антиохију 1211. године. Међутим, управо у том периоду га је у Киликијској Јерменији радосно примио краљ Левон Рубенид. Знатан део становништва Киликије (нарочито њен низијски део и богати градови – Тарс, Сис, Аназар, Адана, Исаурија Селевкија) били су православни; део племства и „барона” Киликијске Јерменије представљало је и римско и јерменско-халкидонско племство. Требајући њихову подршку, Левон је ступио у сукоб са Апостолском столицом и прихватио патријарха Симеона, преневши му Саборну цркву Светог Павла у Тарсу и многе друге црквене земље и храмове које је раније заузимало латинско свештенство.
Патријарх Симеон II Ибн Абу Шаиб је провео следећих тридесет година своје службе у оквиру Киликијске Јерменије и Никејског царства Римљана, уживајући подршку јерменских краљева и никејског базилеја Јована III Дуке Ватаца. Истовремено је наставио да одржава везе са православним заједницама и манастирима Антиохијско-Трипољске кнежевине.
Последњи помен патријарха Симеона II датира из 1242. године.